# Jonathan Tucker
Jonathan Tucker, född 31 maj 1982 i Boston i Massachusetts, är en amerikansk skådespelare som filmdebuterade 1996 i Sleepers. 
Tucker är även med i filmerna In The Valley of Elah och Gisslan. Han har även gjort gästroller i TV-serier som Advokaterna, CSI: Crime Scene Investigation, Law & Order: Special Victims Unit och Criminal Minds.

## Filmografi (urval)
- 1994 – The Troublemakers- Moses Junior1996 – Sleepers
- 2000 – 100 Girls
- 2001 – Advokaterna, avsnitt Vanished (gästroll i dubbelavsnitt av TV-serie)
- 2003 – CSI: Crime Scene Investigation, avsnitt Crash and Burn (gästroll i TV-serie)
- 2003 – The Texas Chainsaw Massacre
- 2003 – Law & Order: Special Victims Unit, avsnitt Abomination (gästroll i TV-serie)
- 2005 – Gisslan
- 2005 – Masters of Horror, avsnitt Dance of the Dead (gästroll i TV-serie)
- 2006 – Pulse
- 2007 – The Black Donnellys (TV-serie)
- 2007 – In The Valley of Elah
- 2008 – The Ruins
- 2009 – Veronika bestämmer sig för att dö
- 2011 – Criminal Minds, avsnitt The Thirteenth Step (gästroll i TV-serie)
- 2019 – Charlie's Angels

## Datorspel
- 2017 - Call of Duty: WWII (röst)